# Masacre de Surafend
La masacre de Surafend (en árabe: مجزرة صرفند) fue una masacre premeditada cometida contra los habitantes de la aldea de Sarafand al-Amar (actual Tzrifin) y un campamento beduino en la Palestina otomana, por soldados ocupantes australianos, neozelandeses y escoceses el 10 de diciembre de 1918.
Al concluir la campaña del Sinaí y Palestina de la Primera Guerra Mundial, las fuerzas aliadas de ocupación en la región, en particular las tropas de Australia y Nueva Zelanda, se fueron frustrando paulatinamente al ser víctimas de pequeños robos y de un presunto asesinato por parte de árabes locales, sin que se les ofreciera justicia.
La noche del 9 de diciembre, un soldado neozelandés llamado Leslie Lowry fue asesinado por un ladrón que le había robado su macuto. Junto a su cuerpo las tropas encontraron algunas pruebas, entre ellas una prenda de vestir árabe y supuestamente un rastro de huellas que conducía hacia Surafend. 

## Antecedentes
Durante la campaña del Sinaí y Palestina en la Primera Guerra Mundial, las fuerzas aliadas expulsaron gradualmente al ejército otomano de Oriente Medio. En 1918, la División Montada ANZAC, compuesta por la Brigada de Fusileros Montados de Nueva Zelanda y las 1.ª y 2.ª Brigadas de Caballería Ligera de Australia, acampó cerca de la aldea de Sarafand al-Amar, en Palestina. 
La proximidad de la aldea, sumada a la percepción general de que el Ejército Británico desestimaba los delitos menores cometidos por los árabes locales, provocó que se produjeran robos e incluso asesinatos con regularidad, sin que las fuerzas imperiales ofrecieran reparación. 
La reticencia de los británicos a castigar o vengar estos crímenes generó un creciente resentimiento entre las fuerzas de ocupación, tanto hacia los residentes locales como a sus propios comandantes británicos.

## Masacre
En la noche del 9 de diciembre de 1918, un soldado neozelandés, el jinete Leslie Lowry, se despertó alrededor de la medianoche cuando le robaron de su tienda de campaña su macuto, que en ese momento estaba usando como almohada. Lowry persiguió al ladrón fuera del campamento, donde aparentemente le dispararon. Fue encontrado tendido en la arena a unos 40 metros de las líneas de tiendas, sangrando por una herida de bala en el pecho por el Cabo C.H. Carr, quien escuchó forcejeo y gritos de auxilio. Murió justo cuando llegó un médico, aproximadamente a la 1:30 a.m. del martes 10 de diciembre sin haber dicho nada. El campamento fue alertado y un grupo de soldados neozelandeses siguió las huellas del ladrón que terminaban a unos cien metros antes de la aldea de Surafend.

Los soldados acordonaron la aldea y ordenaron a los jeques del lugar que entregaran al asesino, pero estos negaron tener conocimiento del incidente o de su autor. La muerte fue comunicada al Estado Mayor de la división al día siguiente, y al amanecer se llevó a cabo una investigación preliminar dirigida por el Mayor Magnus Johnson. Se tomaron moldes de yeso de las huellas y se determinó que la bala que mató a Lowry había sido disparada con una pistola Colt .45, un arma que no era habitual verla entre las tropas del NZMR, pero que era común entre las fuerzas turcas y árabes. Al anochecer no se había tomado ninguna decisión sobre qué medidas, en caso de tomarse alguna, debían aplicarse. Según el informe policial no había pruebas que vincularan a ningún habitante de la aldea con el asesinato. El informe declara:
A las 09:30 del 10 de diciembre de 1918, la policía comenzó a registrar la aldea y no encontró rastro alguno del culpable, ni siquiera de ningún otro individuo sospechoso del crimen. La única pista material fue una gorra nativa (similar a las usadas por los beduinos) que fue recogida por un compañero del fallecido y entregada a mí por el Capitán Cobb. Esta fue encontrada en el lugar donde el soldado fue asesinado a tiros.
Al día siguiente, los hombres de los Fusileros Montados de Nueva Zelanda se prepararon para lo que sucedería esa noche. A primera hora de la tarde alrededor de doscientos soldados entraron en la aldea, expulsando a algunas mujeres y niños mientras que otros permanecieron allí. Armados con garrotes y bayonetas, los soldados atacaron a los aldeanos restantes mientras quemaban las casas. Entre 40 y 137 personas murieron en el ataque a Surafend y el campamento beduino cercano. Las cifras de víctimas varían según el testimonio de la autoridad que las reporta, por lo que no existe una cifra exacta, y aunque muchos sugieren alrededor de 40 muertos, el único testimonio que afirma haber contado los cuerpos es una carta de A.S. Mulhal, en la que se indica un total de 137. También hubo un número indeterminado de aldeanos heridos que fueron atendidos por las unidades de ambulancia de campaña.

## Consecuencias
El Comandante en Jefe de la división, el General Sir Edmund Allenby, recibió la orden del Cuartel General de identificar y sancionar a quienes participaron en las matanzas, en particular a quienes dirigieron y organizaron el ataque. Sin embargo, los neozelandeses se mantuvieron firmes en solidaridad y se negaron a nombrar a ningún soldado individual como responsable, por lo que nadie pudo ser acusado ni sancionado de manera definitiva por la masacre.
Allenby ordenó a la división que se reuniera en la plaza del cuartel general, donde, ignorando el saludo del comandante Chaytor, expresó su furia por sus acciones, llegando a llamarles “cobardes y asesinos”. Según la Historia Oficial de Australia en la Guerra de 1914-1918 de Gullett, la división esperaba recibir un castigo militar severo por la masacre, y lo habría aceptado sin resentimientos. Sin embargo, el arrebato de Allenby, aunque no conllevó castigos,alimentó un gran resentimiento entre los soldados por el modo en que su comandante habló de las brigadas. El malestar entre la división montada se intensificó aún más cuando Allenby retiró sus recomendaciones para condecoraciones de los miembros de la división y guardó silencio durante el año siguiente. No fue hasta junio de 1919 que Allenby fue informado por un periodista australiano acerca del resentimiento existente en la división tras su estallido, y posteriormente escribió un emotivo homenaje a las tropas de la Caballería Ligera Australiana, despidiéndose y agradeciéndoles por su heroica labor en Palestina y Siria.
Nadie fue acusado por la masacre, pero se pagaron £2060.11.3d (£104,500 en 2023) a las autoridades de Palestina para reconstruir la aldea. El gobierno británico contribuyó con £686 debido a la pequeña cantidad de soldados escoceses que participaron, y en 1921 solicitó que Australia y Nueva Zelanda contribuyeran con los dos tercios restantes. Australia no disputó su responsabilidad y pagó rápidamente £515.2.9d a Gran Bretaña. Nueva Zelanda se negó, pero finalmente, bajo presión británica, acabó pagando £858.11.5d en mayo de 1921.

## Participación australiana
En el momento en que se estaba produciendo la destrucción de Surafend, la YMCA proyectaba una película que fue vista por muchos hombres de la División Montada ANZAC. Al escuchar los informes sobre el combate, el Cuartel General de la División Montada ANZAC ordenó a la división que estuviera en alerta, pasando lista de inmediato y anotando la ubicación de cada hombre en ese momento. Como resultado de este llamado, se pudo determinar la ubicación de la mayoría de los australianos. Además de los registros, los piquetes policiales rodearon la aldea, encontrando a muchos australianos observando las casas en llamas. A estos se les ordenó regresar a sus unidades. Ningún informe policial indicó la presencia de soldados australianos en el pueblo.
En consecuencia, se había asumido la participación de soldados australianos en la masacre de Surafend, pero nunca se demostró. El volumen del historiador Henry Gullett Historia Oficial de Australia en la Guerra de 1914–1918, menciona que las tropas neozelandesas llevaron a cabo la masacre y la destrucción de la aldea, pero con el “fuerte apoyo” y la “plena simpatía” de los australianos.
En 2009, el periodista Paul Daley mientras investigaba para su libro Beersheba, descubrió una grabación de audio en los archivos del Monumento Conmemorativo de Guerra Australiano en la que el exsoldado australiano de la Caballería Ligera Ted O'Brien describía cómo él y sus compañeros habían "bebido una buena cantidad de ron" y "recorrieron la aldea con una bayoneta". O'Brien calificó las acciones que él y sus compañeros australianos llevaron a cabo como "impías" y "una verdadera desgracia".